# Moreen Heine
Moreen Heine, geb. Stein (* 1982 in Lutherstadt Wittenberg), ist eine deutsche Informatikerin und Politologin.

## Leben
Moreen Heine studierte Informatik und Politikwissenschaft. Sie promovierte 2010 bei Norbert Gronau und Maria A. Wimmer in Potsdam im Bereich der Wirtschaftsinformatik zum Transfer von E-Government-Lösungen. Von 2015 bis 2019 war sie Juniorprofessorin für Wirtschaftsinformatik, insbesondere Digital Government, an der Universität Potsdam. Seit 2019 ist sie Professorin für E-Government und Open Data Ecosystems an der Universität zu Lübeck.

## Publikationen (Auswahl)
- mit Anna-Katharina Dhungel, Tim Schrills, Daniel Wessel: Künstliche Intelligenz in öffentlichen Verwaltungen: Grundlagen, Chancen, Herausforderungen und Einsatzszenarien. Springer Fachmedien Wiesbaden, Wiesbaden 2023, ISBN 978-3-658-40100-9.
- mit Stephan A. Rehder: Geschäftsprozessmanagement. Kohlhammer Verlag, Stuttgart 2017, ISBN 978-3-17-033392-5.
- Transfer von E-Government-Lösungen: Wirkungen und Strategien. GITO Verlag (zugleich Diss. an der Univ.Potsdam), Berlin 2011, ISBN 978-3-942183-34-5.
- mit Tanja Röchert-Voigt, Edzard Weber: Wandlungsfähige Schutzstrukturen: Handlungsleitfaden. (Hrsg. Ministerium des Innern des Landes Brandenburg). GITO Verlag, Berlin 2010, ISBN 978-3-942183-00-0.